# Vilmos Zsigmond
Vilmos Zsigmond (Szeged, 16 juni 1930 – Big Sur (Californië), 1 januari 2016) was een Hongaars-Amerikaanse director of photography.

## Biografie
Zsigmond werd geboren in Szeged. Samen met zijn vriend László Kovács vluchtte hij na de Hongaarse Opstand in 1956 naar Oostenrijk. In 1962 werd hij genaturaliseerd tot Amerikaan. Begin jaren 60 werkte hij mee aan horrorfilms zoals The Sadist en The Incredibly Strange Creatures Who Stopped Living and Became Mixed-Up Zombies. Hij verwierf grotere bekendheid met McCabe & Mrs. Miller uit 1971. Vanaf dan werd hij gevraagd door de cineasten van New Hollywood. Zo werkte hij regelmatig samen met onder meer Robert Altman, Steven Spielberg, Brian De Palma, Michael Cimino en Woody Allen voor bekende films zoals Deliverance (1972), Close Encounters of the Third Kind (1977), Heaven's Gate (1980) en The Witches of Eastwick (1987). Voor Spielbergs sciencefictionfilm ontving hij een Oscar voor beste camerawerk. Een jaar later werd hij opnieuw genomineerd voor The Deer Hunter.
Zsigmond bleef doorwerken tot op hoge leeftijd. Hij was director of photography voor onder meer The Black Dahlia (2006) en Cassandra's Dream (2007).
Zsigmond overleed begin 2016 op 85-jarige leeftijd.

## Filmografie (ruime selectie)
- 1963 · The Sadist
- 1963 · Living Between Two Worlds
- 1963 · Story of the Wholesale Produce Market
- 1964 · What's Up Front!
- 1964 · The Time Travelers
- 1964 · The Incredibly Strange Creatures Who Stopped Living and Became Mixed-Up Zombies
- 1965 · Summer Children (A Hot Summer Game)
- 1971 · McCabe & Mrs. Miller
- 1971 · The Hired Hand
- 1972 · Images
- 1972 · Deliverance
- 1973 · The Long Goodbye
- 1973 · Scarecrow
- 1974 · The Sugarland Express
- 1976 · Obsession
- 1977 · Close Encounters of the Third Kind
- 1978 · The Deer Hunter
- 1979 · The Rose
- 1980 · Heaven's Gate
- 1981 · Blow Out
- 1982 · Jinxed!
- 1984 · The River
- 1987 · The Witches of Eastwick
- 1990 · The Bonfire of the Vanities
- 1990 · The Two Jakes
- 1993 · Sliver
- 1994 · Intersection
- 1994 · Maverick
- 1995 · Assassins
- 1995 · The Crossing Guard
- 1996 · The Ghost and the Darkness
- 1998 · Playing by Heart
- 2001 · Life as a House
- 2004 · Jersey Girl
- 2004 · Melinda and Melinda
- 2006 · The Black Dahlia
- 2007 · Cassandra's Dream
- 2010 · You Will Meet a Tall Dark Stranger

- Biblioteca Nacional de España: XX1111589
- Bibliothèque nationale de France: cb13946114c (data)
- Catàleg d'autoritats de noms i títols de Catalunya: 981058515287506706
- Gemeinsame Normdatei: 128800003
- International Standard Name Identifier: 0000 0001 2142 1582
- Library of Congress Control Number: n91032164
- Nationale Bibliotheek van Tsjechië: xx0034121
- Nationale Bibliotheek van Israël: 987007330038805171
- PIC: 390916
- Istituto Centrale per il Catalogo Unico: LO1V258729
- Système universitaire de documentation: 060337656
- Virtual International Authority File: 85511376
- WorldCat: E39PBJjxqQ7Rc8jkJBC9Vchyh3